# Brit Schalom
Die Brit Schalom (hebräisch בְּרִית שָׁלוֹם; arabisch تحالف السلام Taḥāluf as-salām ‚Friedensbund‘) war ein pazifistischer Verband im Jischuv in Palästina. Er wurde von einer Gruppe mittel- und westeuropäischer Intellektueller gegründet, die sich ab 1925 und bis 1933 die Förderung einer jüdisch-arabischen Verständigung in einem angedachten binationalen Staat zur Aufgabe machten. Die Gruppe gab die Zeitschrift She'ifoteinu heraus.
Es ging ihnen darum, ein politisches Schema zu finden, das ein gerechtes Zusammenleben von Juden und Arabern ermöglichen sollte. So sollten alle jüdischen Einrichtungen, wie Schulen, Freizeitklubs, Banken und Krankenhäuser auch der arabischen Bevölkerung offenstehen. Auch sollte Arabisch gleichwertig neben Hebräisch an jüdischen Schulen unterrichtet werden. Staatsbeamte sollten dreisprachig (Englisch, Hebräisch, Arabisch) sein. Es sollten gemeinsame jüdisch-arabische Parteien, gemeinsame Handelskammern in Jaffa und Haifa, gemischte Gewerkschaften und Fabrikantenverbände entstehen. Produkte aus Palästina sollten unter dem Dach einer gemeinsamen Werbeorganisation vermarktet werden. Auch sollte es gemischte Landwirtschaftskooperativen mit gemeinsamem Kreditwesen geben. Die Ergebnisse aus der landwirtschaftlichen Forschung der Hebräischen Universität Jerusalem sollten ins Arabische übersetzt werden. Die Herausgabe einer arabischsprachigen Zeitung sollte es der Jewish Agency ermöglichen, sich direkt an eine arabische Leserschaft zu wenden. Das Ziel des Zionismus, die Schaffung einer freien, kulturell autonomen, ihre eigenen Lebensformen entwickelnden jüdischen Gemeinschaft, sollte indes nicht aufgegeben werden. Vorsitzender der Organisation war Judah Leon Magnes.
Auf arabischer Seite suchte Brit Schalom Kontakt zu Mussa Kasim Pascha el Husseini, dem Vorsitzenden des Exekutivkomitees des Palestine Arab Congress, und zum Familienverband der Naschaschibi, insbesondere zum Jerusalemer Bürgermeister, Raghib an-Naschaschibi, die sich beide in Bezug auf eine jüdische Einwanderung verhandlungsbereit zeigten. Doch zogen es arabische Offizielle meist vor, mit Personen zu verhandeln, die über die eigentliche Entscheidungsmacht verfügten, und so antwortete Aouni Abdul-Hadi, Mitglied des Exekutivkomitees, seinem Gesprächspartner, dem Agrarwissenschaftler Chaim Margolis-Kalvaryski, der daneben 1939 auch Gründer der Liga für die jüdisch-arabische Annäherung und Kooperation war:
„As for me, I'll tell you frankly that I'd rather deal with Jabotinsky or Ussischkin than with you. I know that those men are sworn enemies who want to crush us, take our land and force us to leave the country, and that we must fight them. But you, Kalvarysky, seem to be our friend, while deep-down I don't see any difference between your goal and Jabotinsky's. You, too, stick firmly to the Balfour Declaration, the National Home, unrestricted immigration and uninterrupted acquisition of lands occupied by the Arabs.“
Zu Deutsch etwa:
„Was mich betrifft, das sage ich Ihnen ganz offen, verhandle ich lieber mit Jabotinsky oder Ussischkin als mit Ihnen. Ich weiß, diese Männer sind eingeschworene Feinde, die uns zerdrücken, unser Land nehmen und uns zum Verlassen des Landes zwingen wollen, und dass wir gegen sie kämpfen müssen. Sie hingegen, Kalvarysky, scheinen unser Freund zu sein, während ich doch im Grunde keinen Unterschied zwischen Ihren Zielen und denen Jabotinskys sehe. Auch Sie beharren fest auf der Balfour-Deklaration, der nationalen Heimstätte, unbegrenzter Einwanderung und der ununterbrochenen Aneignung von Land, das von Arabern bewohnt ist.“
Mitbegründer von Brit Schalom waren Gershom Scholem, Martin Buber, Arthur Ruppin, Hugo Bergmann, Hans Kohn, Ernst Simon, Felix Weltsch, Robert Weltsch, Yehoshua Radler-Feldman Ha-Talmi, Chaim Margolis-Kalvaryski und Yaakov Yonathan Thon. Die Organisation vereinte damit ein Spektrum unterschiedlicher Meinungen und stand der Hebräischen Universität Jerusalem nahe.
Brit Schalom hatte nach überwiegender Meinung von Historikern nur wenig Einfluss auf die öffentliche Meinungsbildung. Auch aus Geldmangel stellte sie schließlich ihre Arbeit ein, noch ehe sich im Zuge des Arabischen Aufstands das politische Klima zuspitzte. Formell aufgelöst wurde Brit Schalom jedoch nicht. Eine Nachfolgeorganisation war 1942 der Ihud, die sich als politische Partei gründete. An der Spitze von Ihud standen Jehuda Leon Magnes, Martin Buber, Hugo Bergmann und Henrietta Szold.